# Horia Macellariu
Horia Ion Pompiliu Macellariu (ur. 28 kwietnia 1894 w Craiovej, zm. 11 lipca 1989 w Bukareszcie) – rumuński wojskowy (kontradmirał), publicysta i wykładowca wojskowy, dowódca rumuńskiej floty wojennej podczas II wojny światowej, działacz antykomunistyczny w latach powojennych.

## Życiorys
Ukończył liceum "Mihai Viteazu" w Bukareszcie, zaś w czerwcu 1915 r. szkołę artylerii i inżynierii morskiej. Otrzymał stopień podporucznika. Uczestniczył w I wojnie światowej. Od 1916 r. był dowódcą okrętu dowodzenia "Principele Nicolae". Jednocześnie pełnił funkcję adiutanta kontradm. Nicolae Negru. Został odznaczony Orderem "Coroana României". Po zakończeniu wojny ukończył szkołę aplikacyjną, a następnie wykładał w niej. W 1926 r. zrobił studia prawnicze. W okresie późniejszym uzyskał tytuł doktora nauk ekonomicznych i politycznych. W latach 1927–1928 uczył się w akademii morskiej w Paryżu. Po powrocie do Rumunii awansował do stopnia majora. Dowodził kolejno kilkoma okrętami: torpedowcem "Vârtejul", monitorami rzecznymi "Lascăr Catargiu" i "Mihail Kogălniceanu" oraz niszczycielem "Regina Maria". Następnie pracował dla różnych urzędów wojskowych (ministerstwa spraw wojskowych, generalnego inspektoratu marynarki wojennej, wydziału morskiego sztabu generalnego).
Po objęciu władzy w Rumunii przez gen. Iona Antonescu na pocz. września 1940 r., został w stopniu naukowym profesora szefem sekcji morskiej akademii wojskowej. Następnie objął funkcję szefa sztabu dowództwa marynarki wojennej, a wkrótce zastępcy dowódcy. 22 czerwca 1941 r., kiedy Rumunia przystąpiła wraz z Niemcami do wojny z ZSRR, powrócił na krótko na stanowisko szefa sztabu dowództwa marynarki wojennej. Już 20 sierpnia tego roku został szefem sztabu kadry rumuńskiej przy niemieckiej misji wojskowej marynarki wojennej w Rumunii, po czym po 4 miesiącach stanął na czele dywizjonu 4 niszczycieli na Morzu Czarnym. W 1943 r. został odznaczony kolejnym Orderem "Coroana României" i Orderem "Mihai Viteazul". Od marca tego roku w stopniu kontradmirała dowodził całością rumuńskich sił morskich na Morzu Czarnym. Jednocześnie był zastępcą kontradm. Helmutha Brinkmana, dowodzącego niemiecką flotą wojenną na Morzu Czarnym. Od 12 kwietnia do 14 maja 1944 r. okręty rumuńskie przeprowadziły największą w swojej historii operację wojskową ewakuowania ok. 130 tys. żołnierzy rumuńskich z Odessy i Sewastopola do Rumunii. Kontradmirał H. Macellariu otrzymał za nią Krzyż Wielki Orderu "Steaua României" i Krzyż Rycerski Krzyża Żelaznego. W nocy z 23 na 24 sierpnia 1944 r. szef sztabu marynarki wojennej wiceadm. Ioan Georgescu wydał rozkaz kontradm. H. Macellariu zaprzestania działań wojennych przeciwko Sowietom i podjęcia kroków obronnych w przypadku zaatakowania rumuńskich sił morskich przez Niemców. Admirał H. Macellariu skontaktował się w Konstancy z kontradm. Helmuthem Brinkmanem, przekonując go do nie podejmowania walki z okrętami rumuńskimi i wycofania się. Z powodu tych samowolnych pertraktacji kontradm. H. Macellariu został oskarżony, ale trybunał ludowy uznał go za niewinnego. 24 marca 1945 r. przeniesiono go do rezerwy.
Po przejęciu władzy przez Rumuńską Partię Komunistyczną rozpoczął działalność opozycyjną. W sierpniu 1945 r. skontaktował się z nim b. minister gospodarki Ion Bujoiu w celu namówienia do założenia organizacji sprzeciwiającej się rządom premiera Petru Grozy. We wrześniu tego roku kontradm. H. Macellariu nawiązał kontakt z gen. Aurelem Aldeą. Obaj 8 listopada zorganizowali monarchistyczną demonstrację w Bukareszcie. Na pocz. 1946 r. kontradm. H. Macellariu stanął na czele nielegalnej organizacji antykomunistycznej "Valurile Dunării" ("Fale Dunaju"), działającej w Bukareszcie. 27 maja tego roku funkcjonariusze Securitate wkroczyli do jego domu, ale go nie zastali, gdyż ukrywał się pod fałszywym nazwiskiem Ioan Popa. Wkrótce Sowieci wystąpili do władz rumuńskich o aresztowanie kontradm. H. Macellariu pod zarzutem zbrodni wojennych. 18 listopada został on zaocznie skazany na dożywocie. W listopadzie 1947 r. wszedł w skład Rumuńskiego Komitetu Ruchu Oporu, założonego przez I. Bujoiu. 10 lutego 1948 r. wysłał list do przebywającego w USA ostatniego niekomunistycznego premiera gen. Nicolae Rădescu, w którym prosił o pomoc w obaleniu reżimu komunistycznego w Rumunii. 19 kwietnia tego roku podczas spotkania z płk. Alexandru Popovici został aresztowany i osadzony w bukareszteńskim więzieniu Jilava. Ponownie skazano go na dożywocie. Ostatecznie wyrok zmniejszono do 25 lat więzienia i degradacji wojskowej. Do lipca 1964 r. przebywał w więzieniu, kiedy w wyniku ogłoszenia amnestii dla więźniów politycznych wyszedł na wolność. Został zrehabilitowany i przywrócono mu stopień wojskowy kontradmirała. Do końca życia mieszkał w Bukareszcie.
Obecnie jego imię nosi ulica w stolicy Rumunii i korweta "Contraamiral Horia Macellariu".

## Prace
- "Dreptul internaţional în războiul maritim", [w:] "Buletinul Marinei" nr 7, 1925
- "Activitatea flotilei austro-ungare pe Dunăre în războiul mondial", [w:] "Revista Marinei" nr 1 i 2, 1927
- "Strategia navală", [w:] "Revista Marinei" nr 3 i 4, 1930
- "În plin uragan", Bukareszt 1998